# Masakra w La Cantuta
Masakra w La Cantuta – wydarzenia mające miejsce 18 lipca 1992 w Peru. Z Uniwersytetu La Cantuta w Limie, stolicy kraju, porwano i później zamordowano 9 studentów i profesora. 4 stycznia 1994 roku aresztowano 11 wojskowych podejrzanych o współudział w zbrodni i wytoczono im pokazowy proces przed sądem wojskowym. Opozycja i Stany Zjednoczone odczytały to jako próba zatuszowania sprawy. Na znak protestu, 16 lutego tego roku ze stanowisk ustąpili premier Alfonso Bustamante Belaunde i minister oświaty Paul Victor Alfaro. 5 dni później sąd skazał oskarżonych na kary od 4 do 20 lat więzienia.